# Primeira Liga de 2019–20
A Primeira Liga de 2019–20, conhecida também como Liga NOS por razões de patrocínio, foi a 86.ª edição da liga de futebol de maior escalão de Portugal.

## Transmissões televisivas
Em Portugal, todos os jogos são transmitidos pela Sport TV, à excepção dos jogos em casa do Benfica, que são transmitidos pela Benfica TV. A RTP Internacional também passa um jogo por cada jornada.
No Brasil o campeonato é transmitido em televisão fechada pela ESPN Brasil e Fox Sports Brasil. Os canais passam os principais jogos de cada rodada.

## Participantes
| Benfica Sporting Belenenses SAD Portimonense Tondela Famalicão Gil Vicente Paços de Ferreira Porto Boavista Rio Ave Braga Vitória de Guimarães Moreirense Desportivo das Aves Vitória de SetúbalLocalização das equipas da Primeira Liga de 2019–20 (Continente) | Santa ClaraLocalização das equipas da Primeira Liga de 2019–20 (Açores) MarítimoLocalização das equipas da Primeira Liga de 2019–20 (Madeira) |

| Clube               | Estádio                         | Lotação | 18/19    | Prtc | Treinador         |
| ------------------- | ------------------------------- | ------- | -------- | ---- | ----------------- |
| B-SAD               | Estádio Nacional do Jamor       | 37 593  | 9.º      | 2    | Petit             |
| Benfica             | Estádio da Luz                  | 64 647  | 1.º      | 86   | Nélson Veríssimo  |
| Boavista            | Estádio do Bessa                | 28 263  | 8.º      | 57   | Daniel Ramos      |
| Desportivo das Aves | Estádio das Aves                | 6 230   | 14.º     | 6    | Nuno Manta Santos |
| Famalicão           | Estádio Municipal de Famalicão  | 5 300   | 2.º (II) | 7    | João Pedro Sousa  |
| FC Porto            | Estádio do Dragão               | 50 033  | 2.º      | 86   | Sérgio Conceição  |
| Gil Vicente         | Estádio Cidade de Barcelos      | 12 504  | (CP)     | 19   | Vítor Oliveira    |
| Marítimo            | Estádio do Marítimo             | 10 600  | 11.º     | 40   | José Gomes        |
| Moreirense          | Estádio Com. Joaquim A. Freitas | 6 153   | 6.º      | 10   | Ricardo Soares    |
| Paços de Ferreira   | Estádio da Mata Real            | 9 076   | 1.º (II) | 21   | Pepa              |
| Portimonense        | Estádio Municipal de Portimão   | 5 950   | 12.º     | 17   | Paulo Sérgio      |
| Rio Ave             | Estádio dos Arcos               | 9 065   | 7.º      | 26   | Carlos Carvalhal  |
| Santa Clara         | Estádio de São Miguel           | 12 500  | 10.º     | 5    | João Henriques    |
| Braga               | Estádio Municipal de Braga      | 30 286  | 4.º      | 64   | Artur Jorge       |
| Sporting            | Estádio José Alvalade           | 50 095  | 3.º      | 86   | Rúben Amorim      |
| Tondela             | Estádio João Cardoso            | 5 000   | 15.º     | 5    | Natxo González    |
| V. Guimarães        | Estádio D. Afonso Henriques     | 30 000  | 5.º      | 75   | Ivo Vieira        |
| Vitória de Setúbal  | Estádio do Bonfim               | 15 497  | 13.º     | 72   | Lito Vidigal      |

| Pos. | Despromovidos da Liga NOS |
| ---- | ------------------------- |
| 16.º | Chaves                    |
| 17.º | Nacional da Madeira       |
| 18.º | Feirense                  |

| Pos. | Promovidos da Ledman Liga Pro |
| ---- | ----------------------------- |
| 1.º  | Paços de Ferreira             |
| 2.º  | Famalicão                     |

| Pos. | Promovidos do Campeonato de Portugal |
| ---- | ------------------------------------ |
|      | Gil Vicente                          |

## Número de equipas por Associação de Futebol
|   | Associação de Futebol | Número de equipas | Equipas                                                          |
| - | --------------------- | ----------------- | ---------------------------------------------------------------- |
| 1 | AF Braga              | 5                 | Famalicão, Gil Vicente, Moreirense, Braga, Vitória de Guimarães  |
| 1 | AF Porto              | 5                 | Boavista, Desportivo das Aves, Porto, Paços de Ferreira, Rio Ave |
| 3 | AF Lisboa             | 3                 | Belenenses SAD, Benfica, Sporting                                |
| 4 | AF Algarve            | 1                 | Portimonense                                                     |
| 4 | AF Madeira            | 1                 | Marítimo                                                         |
| 4 | AF Ponta Delgada      | 1                 | Santa Clara                                                      |
| 4 | AF Setúbal            | 1                 | Vitória de Setúbal                                               |
| 4 | AF Viseu              | 1                 | Tondela                                                          |

## Tabela classificativa
Atualizado em 27 de agosto de 2020

## Campeão
| Campeonato de Portugal de Primeira Divisão 2019/2020 |
| ---------------------------------------------------- |
| Porto 29.º Título                                    |